# Каристовые
Каристовые, или каристиевые (лат. Caristiidae), — семейство морских лучепёрых рыб отряда окунеобразных, обитающих на глубине от 100 до 3600 м. Эти рыбы встречаются довольно редко и представлены в ихтиологических коллекциях несколькими экземплярами.

## Описание
Внешний вид представителей семейства очень характерен. Они имеют сжатое с боков высокое тело, «лобастую» голову, длинные брюшные плавники и очень большой спинной плавник с удлинёнными средними лучами, который при повреждении перепонок между лучами приобретает некоторое сходство с лошадиной гривой. Длина тела составляет от 12 до 32 см.

## Образ жизни
Судя по форме тела, каристовые не относятся к числу хороших пловцов. Их биология и даже распространение изучены плохо; известно только, что в рацион каристовых входит рыба, а сами они редко попадают в меню тунцов и других хищников открытого океана. Крупнейшие из пойманных до сих пор каристовых достигали в длину 30 см, хотя чаще ловятся их мальки, которые немного отличаются от взрослых рыб пропорциями тела.

## Распространение
Каристовые встречаются во всех океанах, но только в тёплых водах. Один вид — большой карист (Caristius macropus), распространён, очевидно, только в субтропических и умеренно тёплых водах, другие не выходят за пределы тропиков.

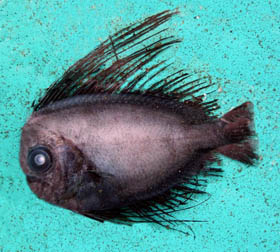
Caristius macropus

## Классификация
В составе семейства четыре рода и 19 видов:
- Caristius — Каристы
- Neocaristius
- Paracaristius
- Platyberyx — Платибериксы